# OSI-Ford 20 M TS
Der OSI-Ford 20 M TS ist ein Coupé des italienischen Pkw-Herstellers Officine Stampaggi Industriali (abgekürzt OSI).

## Beschreibung

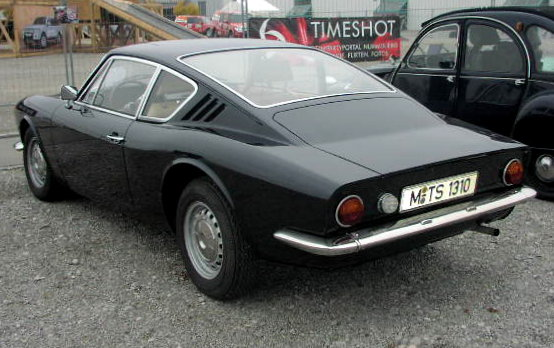
Heckansicht

Für den Entwurf im Jahr 1965 zeichnete Sergio Sartorelli verantwortlich, der auch den VW Karmann-Ghia Typ 34 entworfen hat. Das Fahrzeug basierte technisch auf dem Ford 20M und wurde zwischen 1967 und 1968 hergestellt.
Es wurden 870 Wagen mit Zweiliter-V6-Motor und 409 mit 2,3-Liter-V6 zu Preisen von 14.900 DM bzw. 15.200 DM in Deutschland zugelassen. 1968 ging OSI in Insolvenz.
1967 erschien auf dem Pariser Salon eine Cabrioletvariante des OSI-Ford, die ein Einzelstück blieb.
Seit 1987 kümmert sich die OSI-Owners-Association in Deutschland mit Nachfertigungen und jährlichen Treffen um das Erbe von OSI. Von einst etwa 2200, andere Quellen sprechen von 3500 Exemplaren, OSI-Ford 20 M TS existieren heute nur etwa 200.

## Technische Daten
|                                | OSI-Ford 20 M TS                                                  |
| Motorkenndaten                 |                                                                   |
| Motortyp                       | 6 Zylinder 60°- V-Motor                                           |
| Ventilsteuerung                | OHV, Stirnräder                                                   |
| Gemischaufbereitung            | 1 Register-Fallstromvergaser Solex 35/35 DDIST mit Startautomatik |
| Kühlung                        | Wasserkühlung (6,6 l)                                             |
| Bohrung × Hub                  | 90,00 mm × 60,14 mm                                               |
| Hubraum                        | 2293 cm³                                                          |
| Verdichtungsverhältnis         | 9,0:1                                                             |
| max. Leistung bei min−1        | 81 kW (108 PS)/ 5100                                              |
| max. Drehmoment bei min−1      | 181 Nm/ 3000                                                      |
| Kraftübertragung               |                                                                   |
| Antrieb                        | Hinterradantrieb                                                  |
| Getriebe                       | 4-Gang-Schaltgetriebe                                             |
| Messwerte                      |                                                                   |
| Höchstgeschwindigkeit          | 175 km/h                                                          |
| Beschleunigung, 0–100 km/h     | 13 s                                                              |
| Kraftstoffverbrauch auf 100 km | 13,5 l S                                                          |
| Leergewicht                    | 1150 kg                                                           |

Quelle: